# Crown Proceedings Act 1947
Il Crown Proceedings Act del 1947 (10 e 11 Geo. 6. c. 44) è un atto del Parlamento del Regno Unito che ha consentito, per la prima volta, che le azioni civili contro la Corona fossero intentate allo stesso modo di quelle contro qualsiasi altra parte. L'atto ha anche riaffermato la dottrina di common law del privilegio della Corona, ma rendendolo, per la prima volta, processabile, ha aperto la strada allo sviluppo del diritto moderno dell'immunità di interesse pubblico.
La legge ricevette l'assenso reale il 31 luglio 1947 ed entrò in vigore il 1º gennaio 1948.
Permangono differenze significative tra i procedimenti della Corona e le rivendicazioni tra parti private, in particolare per quanto riguarda l'esecuzione delle sentenze.

## Sfondo
Prima dell'atto, la Corona non poteva essere citata in giudizio per contratto. Tuttavia, si riteneva auspicabile che i contraenti della Corona potessero ottenere un risarcimento, poiché altrimenti sarebbero stati inibiti dall'assumere tale lavoro, così una petizione di diritto cominciò a essere utilizzata in tali situazioni, specialmente dopo che il Petitions of Right Act del 1860 semplificò il processo.
Prima che la petizione potesse essere esaminata dai tribunali, doveva essere convalidata con le parole fiat justitia su consiglio del Ministro dell'Interno e del Procuratore Generale.
Allo stesso modo, la Corona non poteva essere citata in giudizio per illecito civile. Il rimedio usuale era che il querelante facesse causa al pubblico ufficiale responsabile del danno. Un esempio famoso fu il caso di Entick contro Carrington. La Corona solitamente indennizzava l'ufficiale per qualsiasi danno.
Henry Brougham chiese l'uguaglianza tra la Corona e i sudditi in una mozione della Camera dei Comuni nel 1828, ma ci sarebbe voluto un altro secolo prima che la proposta fosse realizzata. I dipartimenti governativi escogitarono una serie di espedienti pragmatici per mitigare alcuni degli effetti dell'immunità della Corona, e sebbene questi lasciassero molti problemi irrisolti, molti avvocati e politici ritenevano che la legge generalmente raggiungesse un buon equilibrio.
Nel 1921 fu istituito un Crown Proceedings Committee, a seguito di una campagna della professione legale sostenuta anche dai Law Officers of the Crown. Il comitato era presieduto da Lord Hewart. Il comitato era profondamente diviso sulla questione se la Corona dovesse essere ritenuta responsabile per illecito civile, ma fu incaricato dal Lord Cancelliere di redigere un disegno di legge sulla base del fatto che fosse auspicabile, lasciando che la questione politica fosse decisa dal Governo una volta che il disegno di legge fosse stato preparato. Il comitato produsse una bozza di disegno di legge nel 1927. Tuttavia, poco fu fatto per farlo avanzare attraverso il Parlamento a causa dell'opposizione all'interno del Governo (principalmente dall'Ammiragliato e dal Visconte Hailsham).
Negli anni '40, la Camera dei Lord e la Corte d'appello sollevarono critiche negative sullo stato delle cose. I sindacati esercitarono anche pressioni politiche sul governo laburista, temendo che l'immunità della Corona avrebbe gravemente danneggiato i diritti dei lavoratori nelle industrie nazionalizzate. Anche il Lord Cancelliere, Lord Jowitt, riteneva che fosse politicamente importante dimostrare che il governo laburista era impegnato a mantenere i diritti dei cittadini nei confronti dello Stato. Il risultato fu che l'Atto divenne una priorità e fu approvato dal Parlamento nel 1947 con poche controversie e con un plauso generale.

## L'atto

### Azioni consentite
La Sezione 1 dell'atto consente che le rivendicazioni, per le quali in precedenza sarebbe stata richiesta una petizione di diritto, siano presentate direttamente in tribunale contro qualsiasi altro imputato. Tuttavia, una petizione e un decreto sembrano ancora necessari per le rivendicazioni personali contro il monarca.
La Sezione 2 rende la Corona responsabile come se fosse una persona fisica per:
- Illeciti commessi dai suoi dipendenti e agenti;
- Doveri di common law di un datore di lavoro nei confronti dei suoi dipendenti e agenti;
- Doveri di common law in qualità di proprietario o occupante di un immobile .

La sezione 2(2) stabilisce che la Corona è responsabile per la violazione di un obbligo statutario fintantoché lo statuto vincola sia la Corona sia i privati.
La Sezione 3 prevede la protezione dei brevetti, dei marchi registrati, dei diritti di design e dei diritti d'autore da violazioni da parte dei dipendenti della Corona.

### Limitazioni
La Sezione 2(5) esenta la Corona dalla responsabilità per qualsiasi persona che eserciti "responsabilità di natura giudiziaria". Ciò significa, ad esempio, che un reclamo ai sensi dell'Human Rights Act 1998 non può essere presentato contro la Corona in relazione a decisioni giudiziarie, a meno che non venga presentato nell'ambito di un diritto di appello ai sensi della Sezione 9 di tale legge.
La sezione 10 esentava la Corona da azioni per morte o lesioni personali causate da membri delle Forze armate britanniche ad altri membri delle Forze armate britanniche. Questa sezione è stata sospesa dal Crown Proceedings (Armed Forces) Act 1987, sezioni 1 e 2 con il potere del Segretario di Stato per la Difesa di ripristinarla quando "necessario e opportuno". Ci fu un contenzioso retrospettivo dopo l'atto del 1987 in cui fu fatta una dichiarazione ai sensi dell'Human Rights Act 1998, sezione 4, che tale immunità era compatibile con la Convenzione europea sui diritti dell'uomo, articolo 6(1).

### Privilegio della Corona e immunità di interesse pubblico
La sezione 28 ha conferito ai tribunali, per la prima volta, il potere di ordinare la divulgazione di documenti da parte della Corona e di richiedere alla Corona di rispondere alle richieste di ulteriori informazioni. Questo nuovo potere è soggetto all'importante qualificazione nella sezione 28(2) secondo cui la Corona può opporsi alla divulgazione laddove ciò potrebbe essere "dannoso per l'interesse pubblico". Ciò ha riaffermato la dottrina tradizionale del privilegio della Corona, ma ha anche reso la questione processabile, dando infine origine alla dottrina dell'immunità di interesse pubblico.

### Procedimenti aboliti
Oltre alle petizioni di diritto, la legge ha abolito diversi antichi mandati e procedure:
- Atti di capias ad risposta , citazione ad risposta e atti di valutazione;
- Mandati di scire facias;
- Procedimenti per la determinazione di qualsiasi questione su un mandato di estensione o diem clausit extremum;
- Atti di citazione ai sensi della Parte V del Crown Suits Act del 1865;
- Procedimenti contro la Corona mediante monstrans de droit.

## Emendamenti successivi all'assenso reale
Le sezioni da 5 a 8 originariamente riguardavano le rivendicazioni dell'Ammiragliato, ma sono state abrogate e sostituite da disposizioni ai sensi del Merchant Shipping Act del 1995.
La sezione 9 originariamente escludeva i reclami derivanti dalle operazioni dell'ufficio postale, compresi i servizi telegrafici e telefonici, diversi dalla perdita o dal danneggiamento di una lettera raccomandata. Tali disposizioni furono abrogate e sostituite dal Post Office Act del 1969.